# Davis Phinney
Davis Phinney (n. 10 iulie 1959, Boulder, Colorado, SUA) este un ciclist de performanță ce a reprezentat Statele Unite ale Americii, medaliat olimpic. A participat la o ediție a Jocurilor Olimpice (1984) în care a câștigat o medalie de bronz.